# Resolution 1368 des UN-Sicherheitsrates
Die UN-Resolution 1368 wurde am 12. September 2001 vom UN-Sicherheitsrat als erste Reaktion auf die Terroranschläge am 11. September 2001 einstimmig verabschiedet.

## Inhalt
Einleitend bekräftigt die Resolution die Selbstverteidigungsklausel des Art. 51 der Charta der Vereinten Nationen und damit das individuelle und das kollektive Recht zur Selbstverteidigung auch nach Terrorangriffen.
Die Resolution verurteilt dann in einem ersten Punkt die Anschläge und bezeichnet sie, „wie alle internationalen terroristischen Handlungen“, als Bedrohung des Weltfriedens und der internationalen Sicherheit. In einem zweiten Punkt bekundet der Sicherheitsrat den Angehörigen der Opfer sowie Volk und Regierung der USA sein Mitgefühl.
Im dritten und vierten Punkt fordert der Sicherheitsrat die internationale Staatengemeinschaft auf, darin zusammenzuarbeiten, die Verantwortlichen für die Anschläge und deren Unterstützer zur Verantwortung zu ziehen, sowie „verstärkte Anstrengungen zu unternehmen, um terroristische Handlungen zu verhüten und zu bekämpfen, namentlich durch verstärkte Zusammenarbeit und die volle Durchführung der einschlägigen internationalen Übereinkünfte gegen den Terrorismus sowie der Resolutionen des Sicherheitsrats“.
Abschließend bekundet der Sicherheitsrat in einem fünften Punkt seine Bereitschaft, „alle erforderlichen Schritte zu unternehmen, um auf die Anschläge zu reagieren und alle Formen des Terrorismus zu bekämpfen“.

## Einschätzung
Nach Auffassung der USA und verbündeter Regierungen legitimierte die Einstufung der Anschläge als „Bedrohung des Weltfriedens und der internationalen Sicherheit“ in Verbindung mit dem Verweis auf das „naturgegebene Recht zur individuellen oder kollektiven Selbstverteidigung“ die am 7. Oktober 2001 beginnende Operation Enduring Freedom als ein Akt der Selbstverteidigung der USA gegen den zum Teil vom in Afghanistan aufgebauten Islamischen Emirat Afghanistan aus agierenden Terrornetzwerken geplanten Angriff.
Zahlreiche Juristen kritisieren das jedoch und werfen der USA die Führung eines Angriffskrieges vor. Präsident Bushs Entscheidung vom 7. Februar 2002, den Taliban den Kombattantenstatus zu verweigern und damit die Geltung des Kriegsvölkerrechts einzuschränken, wurde 2009 überwiegend als juristisch nicht gerechtfertigt angesehen.